# 2016 w Wojsku Polskim
Kalendarium Wojska Polskiego 2016 – wydarzenia w Wojsku Polskim w roku 2016.

## Styczeń
22 stycznia
- Prezydent RP Andrzej Duda, na wniosek Ministra Obrony Narodowej Antoniego Macierewicza, mianował pośmiertnie „Żołnierzy Wyklętych”:

pułkownika  Mariana Orlika generałem brygady,
komandora Stanisława Mieszkowskiego kontradmirałem.

## Luty
25 lutego
- Prezydent RP Andrzej Duda, na wniosek Ministra Obrony Narodowej Antoniego Macierewicza, mianował pułkownika niepodlegającego obowiązkowi służby wojskowej Jana Podhorskiego generałem brygady[2].

29 lutego
- Prezydent RP Andrzej Duda, na wniosek Ministra Obrony Narodowej Antoniego Macierewicza, mianował z dniem 1 marca niżej wymienionych pułkowników generałami brygady:

Jarosława Wacława Kraszewskiego, dyrektora Departamentu Zwierzchnictwa nad Siłami Zbrojnymi w Biurze Bezpieczeństwa Narodowego,
Krzysztofa Króla, zastępcę dowódcy Wielonarodowego Korpusu Północ-Wschód w Szczecinie.

## Listopad
21 listopada
- Prezydent Rzeczypospolitej Polskiej Andrzej Duda mianował z dniem 29 listopada:

na stopień generała dywizji:
generała brygady Grzegorza Gerarda Gieleraka (r. 1967) – dyrektora Wojskowego Instytutu Medycznego w Warszawie,
generała brygady Sławomira Edwarda Pączka (r. 1967) – dyrektora Departamentu Budżetowego MON,
na stopień generała brygady:
pułkownika Jarosława Romana Gromadzińskiego (r. 1971) – dowódcę 15 Brygady Zmechanizowanej w Giżycku,
pułkownika Grzegorza Hałupkę (r. 1970) – dowódcę 6 Brygady Powietrznodesantowej w Krakowie,
pułkownika Roberta Jerzego Jędrychowskiego (r. 1972) – zastępcę komendanta głównego Żandarmerii Wojskowej,
pułkownika pilota Piotra Jana Krawczyka (r. 1969) – komendanta Wyższej Szkoły Oficerskiej Sił Powietrznych w Dęblinie,
pułkownika Wiesława Mariana Kukułę (r. 1972) – dowódcę Wojsk Obrony Terytorialnej,
pułkownika Sławomira Pawła Owczarka – szefa Zarządu Wojsk Rakietowych i Artylerii w Inspektoracie Wojsk Lądowych,
pułkownika Ryszarda Parafianowicza (r. 1967) – komendanta Akademii Sztuki Wojennej w Warszawie,
pułkownika Tomasza Krzysztofa Piotrowskiego – zastępcę dowódcy - szefa sztabu 12 Dywizji Zmechanizowanej w Szczecinie,
pułkownika Tomasza Połucha (r. 1972) – komendanta głównego Żandarmerii Wojskowej,
pułkownika Krzysztofa Radomskiego – szefa Zarządu Wojsk Pancernych i Zmechanizowanych – zastępcę inspektora wojsk lądowych,
pułkownika Dariusza Skorupkę (r. 1965) – komendanta Wyższej Szkoły Oficerskiej Wojsk Lądowych im. gen. Tadeusza Kościuszki we Wrocławiu,
pułkownika pilota Cezarego Wiśniewskiego – inspektora sił powietrznych,
na stopień kontradmirała:
komandora Krzysztofa Jaworskiego (r. 1966) – dowódcę 3 Flotylli Okrętów w Gdyni.
29 listopada
- Prezydent RP Andrzej Duda wręczył nominacje generalskie wymienionym wyżej oficerom[5][6].